# Tour de l'Utah
Le Tour de l'Utah est une course cycliste sur route par étapes masculine disputée entre 2004 et 2019 dans l'Utah, aux États-Unis.

## Histoire
Le Tour de l'Utah est créé en 2004 sous le nom de Thanksgiving Point Stage Race par trois cyclistes locaux, Jason, Scott, et Michael Preston. Il comprend trois étapes, dont une arrivant à la station de ski du Little Cottonwood Canyon (en) à plus de 2 300 mètres d'altitude, et est disputé par des coureurs régionaux. 
En 2005, la course prend le nom de Tour de l'Utah. Elle s'étend à quatre jours, est disputé par des coureurs professionnels et élite amateur américain et est remporté par le grimpeur Andrew Bajadali. En raison de son parcours montagneux, le Tour de l'Utah gagne la réputation de course la plus difficile des États-Unis. Les frères Preston prennent conscience de la possibilité d'en faire l'une des plus grandes courses par étapes américaines, aux côtés du Tour de Californie et du Tour de Géorgie. En 2006, il intègre le calendrier de course national d'USA Cycling et attire les meilleures équipes américaines. Scott Moninger, de l'équipe Health Net, sort vainqueur des six étapes de cette édition.
En 2007, le Tour de l'Utah est intégré au calendrier de l'UCI America Tour, circuit continental de l'Union cycliste internationale. Cette édition est cependant annulée en raison du manque de sponsors. L'édition 2008 figure de nouveau au calendrier national et comprend cinq étapes. En 2009, le Tour de l'Utah est formé par un prologue, trois courses en ligne, un critérium et un contre-la-montre. Il est remporté par l'Espagnol Francisco Mancebo. L'édition 2010 a lieu en août suivant le même programme. Les organisateurs projettent de réintégrer le calendrier de l'UCI America Tour. En 2011, il passe en catégorie 2.1 de l'UCI America Tour, ce qui permet la participation d'équipes UCI ProTeam, ainsi que de plusieurs équipes continentales professionnelles. En 2014, un jour supplémentaire est ajouté, portant le total à sept étapes en ligne. En 2015, il passe en catégorie 2.HC, le maximum dans le calendrier UCI America Tour.
En 2020, il intègre l'UCI ProSeries, le deuxième niveau du cyclisme international. Cependant, l'édition est annulée en raison de la pandémie de Covid-19, tout comme celle de 2021.
Fin décembre 2021, les organisateurs annulent également l'édition 2022, en raison de difficultés financières. Il s'agit ainsi de la troisième année consécutive sans épreuve.

## Palmarès
| Année | Vainqueur         | Deuxième           | Troisième          |
| ----- | ----------------- | ------------------ | ------------------ |
| 2004  | John Osguthorp    | Sandy Perrins      | Allan Butler       |
| 2005  | Andrew Bajadali   | Neil Shirley       | Burke Swindlehurst |
| 2006  | Scott Moninger    | Glen Chadwick      | Jeff Louder        |
| 2007  | Annulé            | Annulé             | Annulé             |
| 2008  | Jeff Louder       | Blake Caldwell     | Glen Chadwick      |
| 2009  | Francisco Mancebo | Darren Lill        | Jeff Louder        |
| 2010  | Levi Leipheimer   | Francisco Mancebo  | Ian Boswell        |
| 2011  | Levi Leipheimer   | Sergio Henao       | Janez Brajkovič    |
| 2012  | Johann Tschopp    | Matthew Busche     | Leopold König      |
| 2013  | Thomas Danielson  | Christopher Horner | Janier Acevedo     |
| 2014  | Thomas Danielson  | Christopher Horner | Winner Anacona     |
| 2015  | Joe Dombrowski    | Michael Woods      | Brent Bookwalter   |
| 2016  | Lachlan Morton    | Adrien Costa       | Andrew Talansky    |
| 2017  | Rob Britton       | Gavin Mannion      | Serghei Tvetcov    |
| 2018  | Sepp Kuss         | Ben Hermans        | Jack Haig          |
| 2019  | Ben Hermans       | James Piccoli      | Joe Dombrowski     |